# Jan Krajewski (duchowny)
Jan Krajewski (ur. 13 stycznia 1870 w Dąbrówce koło Płocka, zm. 16 lipca 1932 w Łodzi) – polski duchowny rzymskokatolicki, pierwszy rektor Wyższego Seminarium Duchownego w Łodzi, archidiakon kapituły katedralnej łódzkiej, sędzia sądu biskupiego w Łodzi oraz wizytator szkół dla miasta Łodzi.

## Życiorys
Święcenia kapłańskie przyjął w 1894 w Warszawie. Początkowo był kapłanem archidiecezji warszawskiej. Potem przeszedł do nowo utworzonej diecezji łódzkiej. W sierpniu 1921 przez biskupa Wincentego Tymienieckiego został mianowany proboszczem parafii św. Anny w Łodzi oraz rektorem łódzkiego seminarium duchownego. Drugą z funkcji pełnił do sierpnia 1926. Jesienią 1930, gdy kolejny rektor, ks. Włodzimierz Jasiński został biskupem sandomierskim, ks. Krajewskiego znów obrano rektorem WSD. Jednak ze względu na pogorszenie się stanu jego zdrowia, po kilkunastu dniach był zmuszony zrezygnować z dalszej pracy na tym stanowisku. Probostwo w św. Annie zachował jednak do końca życia. W chorobie przeżył jeszcze niespełna dwa lata.